# Gran Caracas
La Gran Caracas es una aglomeración urbana que cubre el extinto Distrito Metropolitano de Caracas y ciudades satélites como Los Teques, San Antonio de Los Altos, Maiquetía, La Guaira, Guarenas, Guatire, Cúa y otras poblaciones del estado Miranda y del estado La Guaira. Es un concepto de conveniencia comercial para encapsular a un área mercantil separada por varias entidades administrativas que en la práctica encierran un mercado común y geográficamente unido. Es el  área metropolitana más grande, extensa y poblada de Venezuela, su área urbana es la 9.ª en Latinoamérica y es la 80.ª mayor área metropolitana del mundo, con una población de 7,8 Millones de personas para el 2023.

## Historia

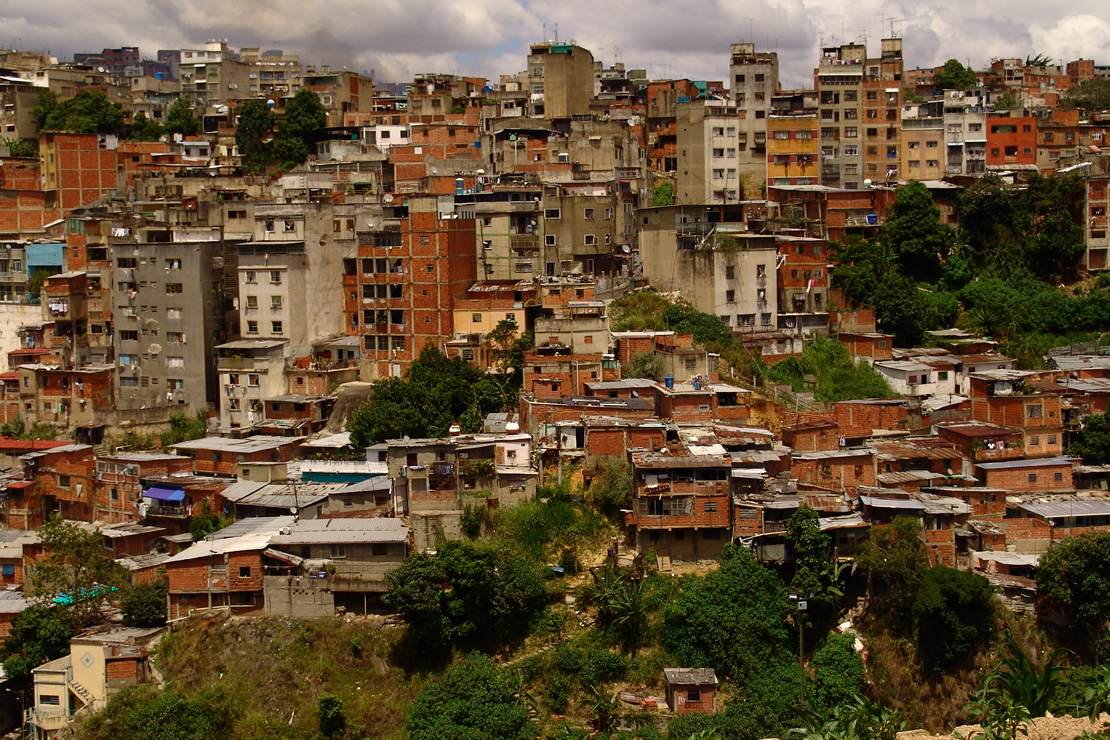
Ranchos De Catia

El mejor ejemplo del uso del concepto de la Gran Caracas es el utilizado por la empresa telefónica CANTV, que a partir del 12 de diciembre de 1998, concentró en un mismo código de área poblaciones que hasta entonces tenían códigos diferentes y de larga distancia a pesar de estar una al lado de la otra. En esa fecha los códigos: 031, 032, 033 y 036, correspondientes a La Guaira, Los Teques, El Junquito, Guatire y Guarenas, respectivamente, (entre otros) pasaron al código de área 02 (luego 0212), que hasta entonces solo correspondía al área metropolitana de Caracas. Posteriormente se añadieron otras localidades.
En el siglo XX se intensificó un éxodo migratorio del campesinado hacia la ciudad, que en busca de mejoras de su calidad de vida se trasladó hacia la capital y otras ciudades, produciendo el despoblamiento de las zonas rurales del país y la saturación demográfica de los centros urbanos, principalmente de Caracas. Dicha superpoblación ha causado la expansión de zonas marginales en las periferias de la ciudad; sin embargo, los índices de desempleo más bajos de todo el país corresponden precisamente al área metropolitana de Caracas.
En 1936, la población total de Venezuela era igual a la estimada de la Gran Caracas para el año 2000: casi 4 millones de habitantes. Desde 1936 hasta 1990, Caracas multiplicó su población 11 veces, aunque muy por debajo de cualquier otra ciudad importante del país, como por ejemplo Valencia, que en el mismo lapso de tiempo multiplicó su población casi 25 veces.  Entre las décadas de 1940 y 1950, después de la Segunda Guerra Mundial comienza una oleada creciente de inmigrantes europeos, en su mayoría españoles, portugueses e italianos y en otras magnitudes se establecen comunidades de alemanes (Colonia Tovar), franceses, ingleses y europeos orientales (principalmente judíos). Nuevas urbanizaciones de Caracas fueron pobladas principalmente por estos inmigrantes europeos, como La Florida y Altamira. Durante los años 1960, el presidente Rómulo Betancourt siguió la misma política del gobierno de Marcos Pérez Jiménez: fomentar la inmigración, en especial la latinoamericana y de otras partes del mundo. Estas políticas se mantuvieron hasta finales de los años 1980, con un notable flujo de argentinos, uruguayos, chilenos, cubanos, peruanos, ecuatorianos, chinos y árabes. Hacia comienzos de la década de 1980, la inmigración estuvo marcada por un fuerte éxodo de colombianos.

## Organización
A pesar de que el término no es definido en la legislación venezolana, Gran Caracas es incluso usado oficialmente como sinónimo del abolido Distrito Metropolitano de Caracas (o Área Metropolitana de Caracas). Conceptualemente, sin embargo, la Gran Caracas ocupa un espacio mucho más amplio que no se encuentra limitado por divisiones políticas y que no tiene representación oficial en el gobierno.

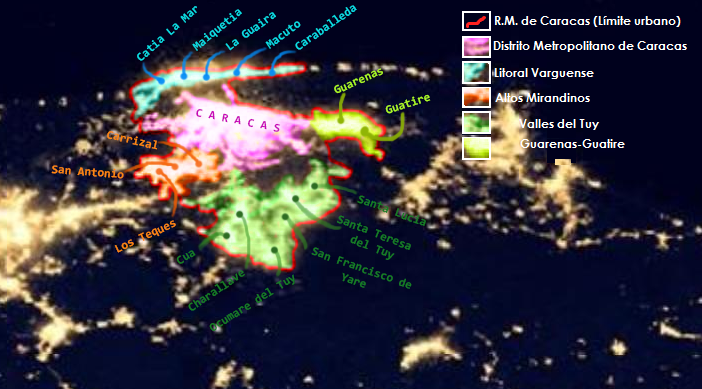
Imagen satelital nocturna de la Gran Caracas con sus conurbaciones que la componen.

A continuación se muestra la organización que presenta la Gran Caracas:
Población de la Gran Caracas:
| Entidad federal  | Región                 | Municipio       | Municipio                | Superficie | Población |
| Entidad federal  | Región                 | Municipio       | Capital                  | Superficie | Población |
| Distrito Capital | Valle de Caracas       | Libertador      | Caracas                  | 433 km²    | 3 523 959 |
| Miranda          | Valle de Caracas       | Sucre           | Petare                   | 164 km²    | 1 037 081 |
| Miranda          | Valle de Caracas       | Baruta          | Baruta                   | 86 km²     | 521 627   |
| Miranda          | Valle de Caracas       | Chacao          | Chacao                   | 13 km²     | 159 015   |
| Miranda          | Valle de Caracas       | El Hatillo      | El Hatillo               | 113 km²    | 107 877   |
| Miranda          | Altos Mirandinos       | Guaicaipuro     | Los Teques               | 661 km²    | 404 995   |
| Miranda          | Altos Mirandinos       | Los Salias      | San Antonio de Los Altos | 51 km²     | 104 846   |
| Miranda          | Altos Mirandinos       | Carrizal        | Carrizal                 | 23 km²     | 85 416    |
| Miranda          | Valles del Tuy         | Independencia   | Santa Teresa del Tuy     | 284 km²    | 172 247   |
| Miranda          | Valles del Tuy         | Lander          | Ocumare del Tuy          | 478 km²    | 174 947   |
| Miranda          | Valles del Tuy         | Paz Castillo    | Santa Lucia              | 408 km²    | 129 696   |
| Miranda          | Valles del Tuy         | Urdaneta        | Cúa                      | 273 km²    | 170 432   |
| Miranda          | Valles del Tuy         | Cristóbal Rojas | Charallave               | 120 km²    | 157 409   |
| Miranda          | Valles del Tuy         | Simón Bolívar   | San Francisco de Yare    | 131 km²    | 42 597    |
| Miranda          | Eje Guarenas y Guatire | Plaza           | Guarenas                 | 180 km²    | 309 987   |
| Miranda          | Eje Guarenas y Guatire | Zamora          | Guatire                  | 375 km²    | 244 443   |
| La Guaira        | Litoral central        | Vargas          | La Guaira                | 1497 km²   | 486 824   |
| Gran Caracas     | Capital                | Total           | Total                    | 4.708km²   | 7.826.165 |
| ---------------- | ---------------------- | --------------- | ------------------------ | ---------- | --------- |